# Banu Tamim
Pour les articles homonymes, voir Tamim.
Les Banu Tamim (en arabe : بَنُو تَمِيم) sont une tribu arabe originaire d'Arabie, avec une présence attestée en Arabie saoudite, en Irak, au Qatar, en Palestine, une forte présence en Algérie,, en Tunisie, et en Libye à la suite de la dynastie Aghlabide.

## Histoire
Ils vivent principalement au Nejd (Arabie centrale), l'Irak central et méridional (Bassorah et Diyala), ainsi que dans les provinces iranienne du Khouzistan et du Khorassan.
Les membres de cette tribu sont identifiables à leurs noms, « Al-Tamimi » ou « al-Tamīmī » qu'on peut également orthographier par « Al-Timimi » et « Al-Temimi », « Tamimi » ou « Tamim. »
La tribu est apparue au Ier siècle. L'ancêtre de la tribu, Tamīm ibn Murr, aurait rencontré un des disciples de Jésus-Christ. Par leur ancêtre, les membres de la tribu considèrent qu'ils sont les descendants d'Adnan et des prophètes Ismaël et Abraham. Elle eut une longue guerre tribale avec les Banu Taghlib, la guerre d'El Basous (ou Basûs), de 494 à 534 environ.
La tribu, occupait au VIe siècle la partie orientale de la péninsule avant de jouer un rôle important avec l'apparition de l'islam. Ils sont entrés en contact avec Mahomet en l'an VIII de l'hégire, mais ils ne se sont pas convertis immédiatement à l'islam. Un hadîth du Sahih al-Bukhari rapporte que pour Mahomet, les Tamim combattront l'antéchrist à la fin du monde : « J’aime les gens de la tribu des Bani Tamim depuis que j’ai entendu trois choses de la part du Messager de Dieu à leurs propos. Je l’ai entendu dire : « Ces gens résisteront contre le Dajjal », ou encore, « Ne dites rien sur les Bani Tamim sauf de bonnes choses, car ce sont ceux qui combattront le plus rigoureusement le Dajjal. »
Le fondateur de la dynastie des Aghlabides en Ifriqiya, appartient aux Tamim du Khorassan.
Mohammed ben Abdelwahhab, en Arabie, lui-même issu de la tribu, est le fondateur du courant wahhabite.

### Qatar
Au Qatar, la famille princière Al Thani, descendante de la tribu, gouverne le pays depuis 150 ans.

### Algérie
En Algérie, la tribu était signalée par Al-Yaqubi dans le Kitab al-Buldan dans la ville de Belezma, et de Ma'din, repris par AA.Duri, la ville était en partie peuplée des Banu Tamim et de leurs clients,.

### Libye
En Libye, la tribu des Tamim était signalée par Al-Tijani dans sa Relation de voyage dans la ville de Tadjoura.

## Autres personnalités Tamim
- Jarir, poète ;
- Al-Farazdaq, poète ;
- Ahnaf ibn Qais (en), général du califat des Rachidoune ;
- Ibrahim ibn al-Aghlab, général Abbasside et fondateur de la dynastie des Aghlabides ;
- Muhammad Ibn Ja‘far Al-Kazzaz al-Tamîmî, poète nord-africain fatimide ;
- Munzir ibn Sawa Al Tamimi (en arabe : المنذر بن ساوى التميمي) était, au temps de Mahomet, le chef des territoires que sont aujourd'hui le Bahreïn ;
- Al-Qa'qa'a ibn Amr at-Tamimi : était au temps de Mahomet un général ;
- Al-Qadi al-Nu'man, historien arabe ifriqiyien fatimide.
- Sheykh Muhammad ibn al-Uthaymin (en), savant (cheikh) musulman du XXe siècle
- Famille Al Thani, dynastie régnante du Qatar.
- Sheykh Mohammed ben Abdelwahhab, savant  hanbalite du  XVIIIe siècle, connu pour son ouvrage Kitab at-Tawhid'[8].